# Sever (Santa Marta de Penaguião)
Sever é uma povoação portuguesa sede da Freguesia de Sever do Município de Santa Marta de Penaguião, freguesia com 6,14 km² de área e 581 habitantes (censo de 2021), tendo, por isso, uma densidade populacional de 94,6 hab./km²

## Demografia
A população registada nos censos foi:
| Distribuição da População por Grupos Etários | Distribuição da População por Grupos Etários | Distribuição da População por Grupos Etários | Distribuição da População por Grupos Etários | Distribuição da População por Grupos Etários |
| -------------------------------------------- | -------------------------------------------- | -------------------------------------------- | -------------------------------------------- | -------------------------------------------- |
| Ano                                          | 0-14 Anos                                    | 15-24 Anos                                   | 25-64 Anos                                   | > 65 Anos                                    |
| 2001                                         | 125                                          | 148                                          | 477                                          | 201                                          |
| 2011                                         | 65                                           | 63                                           | 389                                          | 197                                          |
| 2021                                         | 50                                           | 37                                           | 286                                          | 208                                          |